# Nello Musumeci
vv
Sebastiano (Nello) Musumeci (ur. 21 stycznia 1955 w Militello in Val di Catania) – włoski polityk, dziennikarz, od 1994 do 2009 deputowany do Parlamentu Europejskiego, prezydent Sycylii (2017–2022), senator, od 2022 minister.

## Życiorys
Uzyskał maturę w klasie o profilu technicznym, w 2016 ukończył studia z zakresu komunikacji społecznej na Università Kore di Enna. Pracował zawodowo jako publicysta, prowadził wykłady w wyższym instytucie dziennikarstwa w Acireale.
W wieku 15 lat wstąpił do organizacji młodzieżowej postfaszystowskiego Włoskiego Ruchu Socjalnego, później został członkiem MSI. W 1994 był przewodniczącym prowincjonalnych struktur tej partii. Po rozwiązaniu ruchu wstąpił do Sojuszu Narodowego, był koordynatorem AN na Sycylii. Pełnił różne funkcje w administracji terytorialnej, m.in. od 1994 do 2003 zajmował stanowisko prezydenta prowincji Katania.
W 1999, 1999 i 2004 uzyskiwał mandat posła do Parlamentu Europejskiego. Zasiadał w grupie Unii na rzecz Europy Narodów, pracował w Komisji Rozwoju Regionalnego oraz w Komisji Rybołówstwa. W 2009 nie został ponownie wybrany.
W 2005 odszedł z Sojuszu Narodowego, zakładając własne regionalne ugrupowanie pod nazwą Sojusz Sycylijski (Alleanza Siciliana). W 2006 bez powodzenia ubiegał się o urząd prezydenta Sycylii. Rok później wprowadził swoją partię do założonej przez dysydentów z AN formacji Prawica. W 2011 objął stanowisko podsekretarza stanu w resorcie pracy. W 2012 został posłem regionalnego parlamentu.
W 2015 powołał regionalny ruch „Diventerà Bellissima”. W listopadzie 2017 jako kandydat centroprawicowej koalicji wygrał wybory na urząd prezydenta Sycylii. W 2022 nie ubiegał się o reelekcję na tę funkcję, został natomiast w tymże roku wybrany do Senatu.
W październiku 2022 objął stanowisko ministra bez teki w rządzie Giorgii Meloni, powierzono mu odpowiedzialność za sprawy morskie i regiony południowe. W następnym miesiącu odebrano mu drugi z tych działów, jednocześnie przekazując kwestie dotyczące obrony cywilnej.